# Даунпатрик
Даунпа́трик (англ. Downpatrick, от ирл. Dún Pádraig «крепость Патрика») — средний город района Даун, находящийся в графстве Даун Северной Ирландии.

## Демография

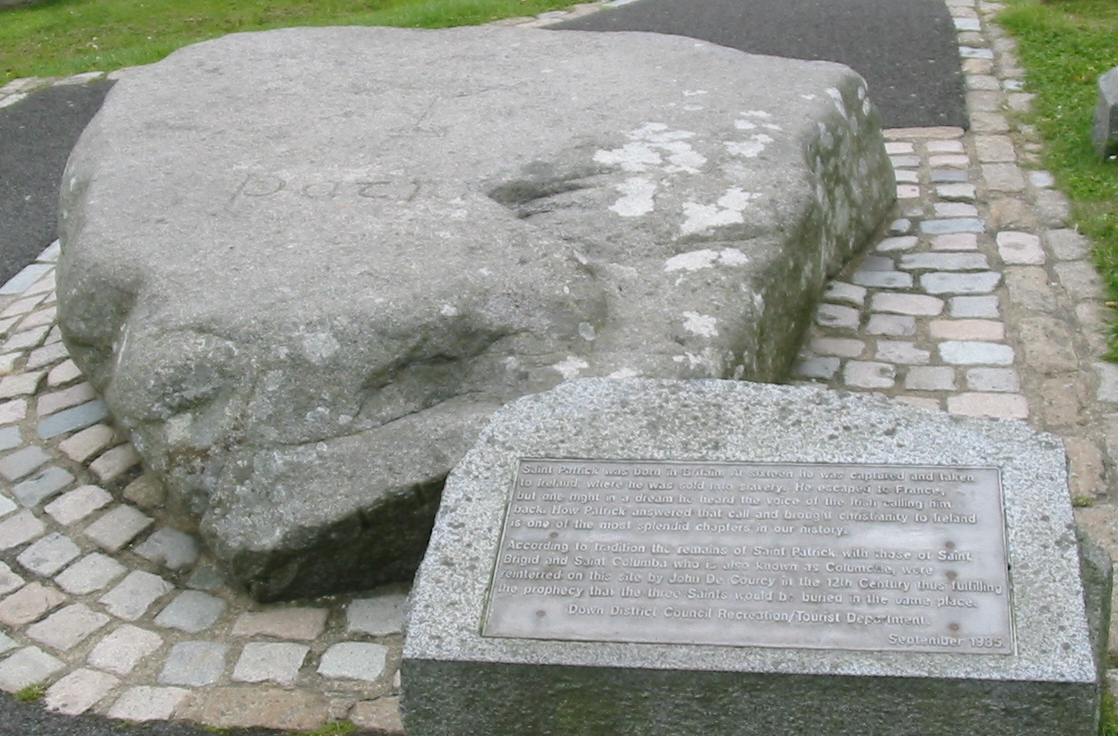
Предполагаемая могила святого Патрика в соборе Святой Троицы

Даунпатрик определяется Northern Ireland Statistics and Research Agency (NISRA) как средний таун (то есть как город с населением от 10000 до 18000 человек).

## Транспорт
Местная железнодорожная станция на одной из линий была открыта 23 марта 1859 года, а на другой — 24 сентября 1892 года. Обе были закрыты 16 января 1950 года. Третья станция была открыта 8 марта 1893 года, но закрыта в сентябре 1949 года.